# Sundsvall (đô thị)
Đô thị Sundsvall (Sundsvalls kommun) là một đô thị ở hạt Västernorrland, phía bắc Thụy Điển. Thủ phủ là thành phố Sundsvall.
Đô thị này được thành lập trong các đợt cải cách cơ cấu đơn vị hành chính các năm 1952 và giai đoạn 1965-1974.

## Các đơn vị dân cư
Các đơn vị dân cư với dân số hơn 200 người:
- Vi, Sundsvall Municipality on Alnön, 4737 (2000)
- Matfors, 3239 (2006)
- Johannedal, 2596 (2000)
- Kvissleby, 2535 (2000)
- Stockvik, 2153 (2000)
- Sundsbruk, 2080 (2000)
- Njurundabommen, 1959 (2006)
- Skottsund, 1011 (2000)
- Svartvik, 999 (2000)
- Dingersjö, 946 (2000)
- Ankarsvik, 830 (2000)
- Essvik, 810 (2000)
- Indal, 687 (2000)
- Fanbyn, 603 (2000)
- Stöde, 543 (2006)
- Vattjom, 499 (2006)
- Kovland, 449 (2000)
- Lucksta, 360 (2000)
- Tunadal, 360 (2000)
- Klingsta och Allsta, 313 (2000)
- Juniskär, 306 (2000)
- Nedansjö, 289 (2000)
- Liden, 280 (2000)
- Gustavsberg, 225 (2000)
- Hovid, 215 (2000)